# Shary Boyle
Shary Boyle (née le 26 mai 1972 à Scarborough, Ontario) est une artiste plasticienne contemporaine d'origine canadienne, active dans les domaines de la sculpture, du dessin, de la peinture et de la performance.

## Biographie
Shary Boyle est la cadette d'une famille de cinq enfants. Elle fréquente le lycée des arts Wexford Collegiate, où elle  étudie le théâtre et la musique, puis le Ontario College of Art, où elle obtient son diplôme en 1994. Elle est ensuite impliquée dans les milieux punk de Toronto en chantant dans le groupe Liquid Joy. Elle s'occupe notamment de la conception de costumes, d’affiches et de t-shirts, ainsi que de la création et de la distribution gratuite de petits fanzines photocopiés. Ses premiers essais ont été compilés en 2004 dans Witness My Shame, aux éditions Conundrum Press. Entre 1998 et 2006, elle s'adonne au dessin et à la peinture par le biais d'illustrations publiées.
En 2014, Boyle est nommée professeure principale au Banff Centre. Elle est également une conférencière et panéliste recherchée. Elle vit et travaille actuellement à Toronto.

## Œuvre

### Analyse
Shary Boyle travaille avec des médias et des genres différents. Son travail explore les thèmes du genre, de l'identité, de la sexualité, du pouvoir et des classes sociales, évoquant une résonance émotionnelle et psychique à travers un travail artisanal soigné. Elle est particulièrement connue pour ses explorations de la figure avec ses sculptures en porcelaine. Sa première série de figurines en porcelaine entre 2002 et 2006 utilise des moules commerciaux et des techniques traditionnelles de dentelle de porcelaine pour créer des sculptures illustrant les femmes et les questions de genre. La série a été présentée lors d’une exposition personnelle à la galerie Power Plant de Toronto. Ces premières figurines sont devenues emblématiques de la scène artistique canadienne du début des années 2000, avec la série acquise par de grands musées, tant du pays qu'à l’international. Les premières expériences de Boyle avec la porcelaine et sa subversion de l'artisanat féminin allant du kitsch dégradé à l'art contemporain ont redonné un élan à la porcelaine et à la céramique en tant que médium d'art contemporain.
En 2004, son travail est présenté à la galerie Or, à Vancouver, et en 2006 à la Power Plant de Toronto. Elle ensuite rattachée à la galerie d'art contemporain Jessica Bradley de 2007 à 2014. En 2010, la première exposition itinérante nationale Flesh and Blood de Boyle est inaugurée au Musée des beaux-arts de l'Ontario. Shary Boyle est ensuite choisie pour représenter le Canada à la Biennale de Venise en 2013 avec son projet Music for Silence.
En 2015, Boyle se rend dans les studios Kinngait de l'île de Baffin, au Nunavut, pour une collaboration avec Shuvinai Ashoona. Le résultat de leur travail est présenté en 2015 à la galerie Pierre-François Ouellette à Montréal. En 2017, Shary Boyle est invitée à présenter ses sculptures à la Biennale internationale de la céramique de Gyeonggi en Corée du Sud. Lorsque le NSCAD Lithography Workshop: Contemporary Editions est créé la même année, Shary Boyle et Shuvinai Ashoona font partie des artistes participant au renouveau de la lithographie dans le pays.
La première commande d'art public de Boyle est installée sur le devant du Musée Gardiner à Toronto en 2018.
En plus de son travail de sculpture et de performance, Boyle joue avec des musiciens. En 2006, elle est invitée à se produire au Hammer Museum de Los Angeles où elle présente un spectacle solo avec une bande sonore originale. Sur le plan musical, Boyle collabore avec Doug Paisley, Will Oldham, Feist, Peaches et Christine Fellows.
Les œuvres de Boyle font partie de nombreuses collections publiques et privées, notamment le Musée des beaux-arts du Canada, Ottawa, le Musée des beaux-arts de Montréal, Giverny Capitall, Le Musée des beaux-arts de la Nouvelle-Écosse à Halifax, le Musée d'art contemporain de Montréal, The Bailey Collection, le Musée des beaux-arts de l'Ontario et la Maison Rouge à Paris.

### Œuvres dans les collections publiques
- Live Old, Collection du Musée d'art contemporain de Montréal, 2010[8]
- Beast (Highland Series), Collection du Musée d'art contemporain de Montréal, 2007[9]

## Récompenses
Boyle a remporté de nombreux prix et a reçu la résidence du programme international de studios du Conseil des Arts du Canada à Londres en 2007 ainsi que le prix Gershon Iskowitz en 2009. Elle a également reçu le prix KM Hunter Artist Award en 2000 et le prix de la Fondation Chalmers en 2004.

## Publications
Son travail fait l'objet de nombreuses publications.
- L'histoire de Jane Doe (Random House, 2003).
- Witness My Shame (Conundrum Press, 2004).
- Kramer Ergot no 6 et no 7 (Buenaventura Press, 2006, 2008).
- Zoetrope de Francis Ford Coppola: l'histoire entière (Publications AZX, 2007).
- Fournir et fragiles (Die Gestalten, 2007, 2008).
- Le magazine Believer (McSweeney's Publishing, 2008).
- Soulèvement d'un autre monde: Shary Boyle (Conundrum Press, 2008)[10].
- Chair et sang (Presse de l'UQAM, 2011).
- Monographie de la Biennale de Venise 2013 Music for Silence: Shary Boyle[13].
- Shine A Light, Biennale canadienne 2014[14].
- Fort silence[15].
- HB: No 4, Erotica, (Montréal: Editions HB, 2015).
- Shary Boyle et Emily Vey Duke, Le projet Illuminations (Oakville Galleries Press).
- Ceramix: de Rodin à Schütte[16].
- A23. Vol. 1 Le mysticisme de la femme[17].
- Fantôme de bruit et autres histoires[18].
- Shuvinai Ashoona et Shary Boyle, (Universal Cobra, 2016).
- Earthlings, (Fondation Esker, 2017).
- Vitamine C: Nouvelles perspectives dans l'art contemporain, la céramique, (Londres, Phaidon Press, 2017).
- Outside the Palace of Me (Institut de l'art canadien,2021)[19]